# Siwe-Palar-Khuppak
Siwe-Palar-Khuppak war ein elamitischer Herrscher, die zu seiner Zeit den Titel sukkalmah trugen.
Siwe-Palar-Khuppak trug auch den Titel sukkal von Susa und regierte um 1775 v. Chr. (die absolute chronologische Einordnung hängt von der absoluten chronologischen Einordnung Hammurapis ab) und war ein Zeitgenosse des Hammurapi von Babylon.
Er wird als „Schwestersohn“ des Shiruktuh bezeichnet. Siwe-Palar-Khuppak wird mehrmals in den Archiven von Mari als Empfänger und Geber von Geschenken, genannt. In den Texten von Mari werden auch militärische Auseinandersetzungen zwischen Hammurabi und einem Herrscher von Elam genannt. Wegen der zeitlichen Nähe handelt es sich wohl um Siwe-Palar-Khuppak. Sein General Kunnam ist gut in diversen Briefen belegt.
Siwe-Palar-Khuppak ist von einem Ziegel aus Tal-i Malyan bekannt, worauf erwähnt wird, dass er einen Tempel baute.